# ラーマ5世
ラーマ5世（タイ語: รัชกาลที่ ๕）は、チャクリー王朝の第5代のシャム国王。チュラチョームクラオ、ピヤマハーラートや、幼名であるチュラーロンコーン（タイ語: จุฬาลงกรณ์, ラテン文字転写: Chulalongkorn）の名でも呼ばれる。
チャクリー改革などを通してタイを近代化させた名君として現在も同国で評価が高い。タイ国外においても奴隷解放を行った人道的な名君として知られる。
かつて発行されていた10バーツ紙幣の裏面に騎馬像が、また100バーツ紙幣の裏面ではラーマ6世と共に肖像が使用されていた。

## 生涯

### 内政
即位するとすぐに欧米に視察旅行をしてタイの立ち後れを実感し、チャクリー改革と呼ばれる数々の改革を行った。タイ三大王のうちの一人で今でも国民から人気が高く、肖像画が首飾りやポスターになったり、像が仏壇に置かれたりしている。1999年にはアメリカの『タイム』誌で、「今世紀もっとも影響力のあったアジアの20人」の1人にタイ人から唯一選ばれた。チャクリー改革の主たる内容は以下のようなものである。
- 公然と行われていた奴隷売買を長年かけて廃止した。このためダムロン王子から、歓喜大王（พระปิยมหาราชเจ้า）と献名された。アナンタサマーコム宮殿にも奴隷解放の絵が残っている。
- 各地の王を廃止し、中央集権国家を作り上げた。
- 官僚制を導入し行政を効率化した。
- 議会制度の前身となる国政協議会と枢密院を設置した。
- 学校教育を開始した。
- ラーチャダムヌン道路とその周辺を整備し、バンコクからナコーンラーチャシーマーまで列車を通した。
- 電話業務を開始した。
- 「ゴ族の森」を著した。

### 外交
当時、ビルマとマレーシアはイギリスに、ベトナムがフランスにそれぞれ占領されていた。シャムも狙われていたが、ラーマ5世はイギリスにマレー半島の一部を割譲し、フランスにはラオスとカンボジアを割譲する事で、独立を保った。この背景には、ラーマ5世によってある程度近代化されていたシャムをあからさまに占領するのは問題があったことや、シャムを緩衝地帯として独立させておくことが望ましいと考えた英仏両国の事情などがあった。
1898年にネパールと国境に近いインド北部でイギリスの駐在官が釈迦およびその一族の遺骨（仏舎利）を納めた壺が発見されると、インドを統治していたイギリス政府から仏教国であるシャムのラーマ5世に譲渡された。ラーマ5世はその骨の一部をビルマ、セイロン、日本などの仏教国へ分与するなど、アジア諸国との関係構築にも尽力した。この際に日本へ譲られた遺骨を納めるために創建されたのが覚王山日暹寺（現在の覚王山日泰寺）であり、境内にはラーマ5世の像も設置された。

## 家族
正妻・副妻に異母の姉妹を持ち、側室を入れた妻の数は160人以上、子供の数は77人と歴代最高だったため、ワット・プラケーオに併設された宮殿だけでは事足りず、ドゥシットに宮殿を造った。これはドゥシット宮殿（Phra Thinang Dusit Maha Prasat）と呼ばれているが、今は、ドゥシット公園動物園、ドゥシット公園師範学校、ウィマーンメーク宮殿、タイ王国国会議事堂、アナンタサマーコム宮殿、チットラダー宮殿などに、その一部を見ることができる。

## アンナとシャム王（王様と私）
欧米では1944年の小説『アンナとシャム王（Anna and the King of Siam）』（マーガレット・ランドン作）や、それを原作とするミュージカルや映画（特に『アンナとシャム王』（1946年）や『王様と私』(1956年)）によって、少年時代に王宮の御雇い教師だったアンナの影響からラーマ5世が西洋化を志したと知られている。特に奴隷解放政策に関してアンナが読ませた『アンクル・トムの小屋』が影響を与えたという逸話が有名で広く信じられている。ただ、これらは俗説に過ぎず、原作小説や映画には誇張があることが知られており、タイでは不敬罪として上演されない。